# Benestar
Benestar o benestança és la situació en la qual es troben satisfetes les necessitats de la vida.
El benestar individual és un concepte vinculat al de qualitat de vida, ja que està relacionat amb la satisfacció de les necessitats (materials, espirituals, etc.) de la vida diària de les persones. En aquest sentit, és un concepte més subjectiu que no pas objectiu que remet a altres maneres de definir-lo:
- Benestar individual equival a comoditat, abundància de les coses necessàries per a viure a gust.
- Benestar individual equival a satisfacció, tranquil·litat d'esperit.

En el pla objectiu, el benestar és un concepte que remet a les esperances o expectatives de les persones en un present determinat, en què la qualitat de vida pot ser quantificada mesurant en quin grau es compleixen els «...requisits de felicitat de la gent -és a dir, aquells requisits que són una condició necessària (encara que no suficient) de la felicitat- aquells sense els quals cap membre de l'espècie humana pot ser feliç.».
- Benestar social és la prestació d'un nivell mínim de benestar i suport social per a tota la ciutadania. Als països més desenvolupats, és en gran manera el benestar proporcionat per l'Administració pública.[2]
- Estat del benestar: «...és un concepte de govern en la qual l'estat té un paper fonamental en la protecció i promoció dels drets econòmics i el benestar social dels seus ciutadans. Es basa en els principis d'igualtat d'oportunitats, de distribució equitativa de la riquesa i de responsabilitat pública envers els qui no poden acollir-se a les disposicions mínimes per a una vida digna. És un terme genèric que pot abastar una gran varietat de formes d'organització econòmica i social.»[3]
- Economia del benestar: és la branca de les ciències econòmiques i polítiques que es preocupa de qüestions relatives a l'eficiència econòmica i al benestar social.